# Victory (album Modern Talking)
Victory – jedenasty album niemieckiego zespołu Modern Talking wydany 18 marca 2002 roku przez wytwórnię BMG. Album zawiera dwa przeboje:
- Ready for the Victory
- Juliet

## Wyróżnienia
- Złota płyta:
  - Niemcy

## Lista utworów
CD (74321 92037 2) (BMG) 18.03.2002
| Nr  | Tytuł                        | Długość |
| --- | ---------------------------- | ------- |
| 1.  | Ready for the Victory        | 3:31    |
| 2.  | I’m Gonna Be Strong          | 3:30    |
| 3.  | Don’t Make Me Blue           | 3:52    |
| 4.  | Juliet                       | 3:37    |
| 5.  | Higher Than Heaven           | 3:33    |
| 6.  | You’re Not Lisa              | 3:05    |
| 7.  | When the Sky Rained Fire     | 3:41    |
| 8.  | Summer in December           | 3:36    |
| 9.  | 10 Seconds to Countdown      | 3:20    |
| 10. | Love to Love You             | 3:29    |
| 11. | Blue Eyed Coloured Girl      | 4:13    |
| 12. | We Are Children of the World | 3:16    |
| 13. | Mrs. Robota                  | 3:27    |
| 14. | If I...                      | 4:50    |
| 15. | Who Will Love You Like I Do  | 4:01    |

## Listy przebojów (2002)
| Państwo    | Najwyższe miejsce |
| ---------- | ----------------- |
| Argentyna  | 20                |
| Austria    | 7                 |
| Czechy     | 18                |
| Dania      | 74                |
| Estonia    | 1                 |
| Grecja     | 37                |
| Łotwa      | 1                 |
| Niemcy     | 1                 |
| Polska     | 14                |
| Szwajcaria | 14                |
| Węgry      | 10                |

## Autorzy
- Muzyka: Dieter Bohlen z wyjątkiem utworu 10: Thomas Anders
- Autor tekstów: Dieter Bohlen z wyjątkiem utworu 10: Thomas Anders
- Wokalista: Thomas Anders
- Producent: Dieter Bohlen
- Aranżacja: Dieter Bohlen
- Współprodukcja: Axel Breitung (1/7/9), Thorsten Brotzmann (2/4/12/13/15), Lalo Titenkov (8/10/11/14), Kay M. Nickold (5), Werner Becker (3/6)